# Комптония
Комптония (лат. Comptonia) — монотипный род деревянистых растений семейства Восковницевые (Myricaceae). Включает единственный вид — Комптония иноземная (Comptonia peregrina).
Род назван в честь английского епископа Генри Комптона.

## Описание

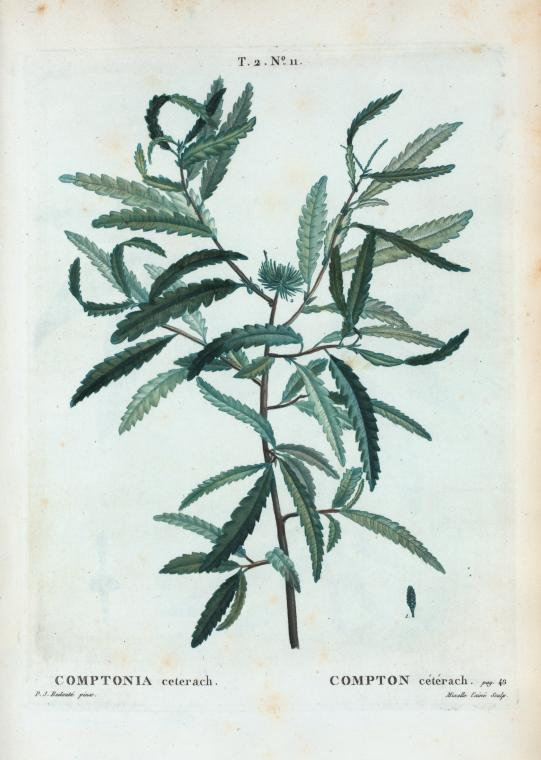
Ботаническая иллюстрация

Кустарник до 1,5 м высотой.

## Распространение
Встречается в восточной части Северной Америки от Квебека, Онтарио и Миннесоты до Южной Каролины и Джорджии. Род был распространён по всему Северному полушарию во время палеогена и неогена (известен с альба).

## Синонимы вида
- Comptonia aspleniifolia (L.) L'Hér.typus
- Comptonia ceterach Mirb.
- Liquidambar asplenifolia (L.) L.
- Liquidambar peregrina L.basionym
- Myrica aspleniifolia L.
- Myrica comptonia C.DC.
- Myrica peregrina (L.) Kuntze